# Bishara al-Khuri
Bishara al-Khuri (in arabo بشارة الخوري‎?, Bishāra al-Khūrī; Aley, 10 agosto 1890 – Beirut, 1º gennaio 1964) è stato un politico libanese.

## Biografia
Nacque da una famiglia maronita. 
Fu primo ministro durante il protettorato francese del Grande Libano dal 5 maggio 1927 al 10 agosto 1928 e dal 9 maggio all'11 ottobre 1929.
È stato presidente del Grande Libano dal 21 settembre 1943 all'11 novembre 1943 e primo presidente della Repubblica libanese dal 22 novembre 1943 al 18 settembre 1952. Per 11 giorni, dall'11 al 22 novembre 1943, fu imprigionato nel castello di Rashaya con Camille Chamoun, Riyad al-Sulh, Pierre Gemayel e altri indipendentisti in seguito all'arresto da parte delle Forces françaises libres. La loro liberazione il 22 novembre 1943 divenne il giorno dell'indipendenza del Libano.
Nel 1943, creò il partito del Blocco Costituzionale (in arabo الكتلة الدستورية‎?, al-Kutla al-Dustūriyya), guidato in seguito da Michel al-Khuri dopo la sua morte nel 1964.
Bishara al-Khuri è ricordato per aver dato vita, assieme ad altri esponenti cristiani e musulmani, al cosiddetto Patto Nazionale nel 1943: un accordo tra cristiani e musulmani libanesi per gestire politicamente il Paese e che, benché assente nella Costituzione libanese fino agli Accordi di Ta'if del 1989, ha regolato i delicatissimi equilibri tra le numerose confessioni religiose del paese.
In base ad esso di concordò che nei futuri parlamenti repubblicani, all'interno dei confini determinati in periodo mandatario (escludendo quindi qualsiasi riferimento ai progetti di Grande Siria preconizzati dai musulmani), ci sarebbero stati sei deputati cristiani ogni cinque musulmani, basandosi per questo sul censimento del 1932, prima che questa proporzione fosse però modificata, riconoscendo un quasi perfetto equilibrio tra i due principali credo religiosi in Libano.
Le tre cariche istituzionali più importanti del Paese (Presidente della Repubblica, Primo ministro e Presidente del parlamento) sarebbero state appannaggio rispettivamente dei cristiani maroniti, dei musulmani sunniti e dei musulmani sciiti.
A lui si deve la fondazione dell'Università Libanese.